# پییر جکینوت
 پییر جکینوت (انگلیسی: Pierre Jacquinot؛ زاده ۱۹۱۰ درگذشته ۲۰۰۲) یک فیزیک‌دان اهل فرانسه بود. 